# 三河镇 (大埔县)
三河镇位于广东省梅州市大埔县，是该县境内的汀江、梅江、梅潭河三水汇合成韩江的起点，故当地客家居民和其他地方的客家人通常都称之为三河坝。
自古以来，三河坝作为粤东水路的交通要冲，一向是兵家必争之地。如明朝嘉靖四十二年（1563年）筑三河司城，政府驻兵防守。民国7年（1918年），孙中山曾亲临三河坝慰劳驻军。1927年10月1日，著名的“八一”南昌起义军三河坝战役就在这里打响。今建有八一起义军三河坝战役纪念园。

## 行政区划
现辖：
三河社区、陈金村、小坑村、先觉村、旧寨村、良江村、汇城村、余里村、五丰村、白石村、源坑村、汇东村和梓里村。

## 中国传统村落
2013年8月，汇城村被评为第二批中国传统村落。